# Acanthothamnus
Acanthothamnus – rodzaj roślin z rodziny dławiszowatych (Celastraceae). Jest to takson monotypowy obejmujący tylko gatunek Acanthothamnus aphyllus (Schltdl.) Standl. występujący w Meksyku.